# Мост Радуги

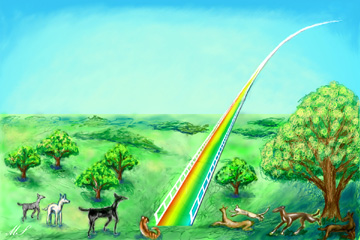
Мост Радуги

Мост Радуги — мифическое место встречи в Загробном мире домашних питомцев и их хозяев, которое довольно часто упоминается в среде любителей домашних животных США, Великобритании и других стран. Легенда частично основана на мифологическом представлении о «мосте радуги» между землёй и небом (в частности, мост Биврёст в скандинавской мифологии).

## Авторство и история
Несмотря на широкую известность истории во всём мире, её автор неизвестен. Интернет-ресурс About.com называет нескольких лиц, положивших начало этой истории:
- Пол Чарльз Дам (Paul C. Dahm), психолог из США, написавший в 1981 г. стихотворение и опубликовавший в 1998 г. книгу с одноимённым названием.[5]
- Уильям Н. Бриттон (William N. Britton), автор книги «Легенды Радужного Моста».[6]
- Доктор Уоллес Сайф (Dr. Wallace Sife), глава Ассоциации Людей, Потерявших Питомцев, чья поэма All Pets Go to Heaven была опубликована на сайте Ассоциации и в книге The Loss of a Pet.[7]

Первым упоминанием о Мосте Радуги в сети Интернет принято считать сообщение в группе новостей, датированное 7 января 1993 г., цитирующее отрывок из информационного бюллетеня Mid-Atlantic Great Dane Rescue League Newsletter (1992 г.).

Обложка книги Пола Ч. Дама (1997)

В российской культуре Мост Радуги известен благодаря переводу Ирины Петраковой:

На самом краю небосклона есть место, называемое Мостом Радуги. Когда животное умирает, особенно если оно было очень любимо кем-то в этой жизни, оно попадает на Мост Радуги. Там бескрайние луга и холмы, по которым наши друзья могут бегать и играть все вместе. Там изобилие пищи, воды и солнечного света, и там нашим любимцам тепло и комфортно.
В этом краю все больные и старые животные превращаются в молодых и полных энергии; имевшие травмы и увечья снова становятся здоровыми и сильными. Время для них летит незаметно, если только мы вспоминаем о них в своих мечтах и снах. Животные там счастливы и довольны всем кроме одного — каждый из них ушёл раньше и оставил в этой жизни кого-то очень дорогого ему.
На Мосту Радуги животные бегают и беззаботно играют все вместе, но приходит день, когда кто-то из них неожиданно останавливается и смотрит вдаль. Его глаза загораются огнём, а тело начинает дрожать от нетерпения. Вдруг он покидает своих собратьев, летит над изумрудно-зелёной травой, и ноги несут его все быстрее и быстрее.
Он заметил вас; и когда вы и ваш любимец наконец встретитесь, то крепко-крепко обниметесь, счастливые от того, что соединились и больше никогда не расстанетесь.
Он будет, одурев от счастья, лизать ваше лицо, ваша рука снова будет любовно ласкать его голову, и вы ещё раз взглянете в преданные глаза своего любимца, так надолго покинувшего вашу жизнь, но никогда не покидавшего вашего сердца.
Теперь вы сможете пересечь Мост Радуги вместе…

Российскими любителями домашних животных авторство поэмы нередко приписывается Полу Ч. Даму.
Кроме того, в Интернете распространена другая, не менее трогательная история о жизни животных на Мосту Радуги:

Этот день на Мосту Радуги был непохож на другие дни. Он был серым, безрадостным и гнетущим.
Животные, которые не столь долго находились на Мосту, не могли понять в чём дело. Но старожилам всё было ясно. Они собрались у края Моста и стали смотреть.
Вскоре все увидели старую собаку, которая приближалась к Мосту с опущенной головой и обвисшим хвостом. Звери, которые уже давно были на Мосту Радуги, уже заранее знали, что случилось с этой собакой — они слишком часто видели подобные ситуации.
Собака приближалась медленно, испытывая, по-видимому, сильную душевную боль, хотя у неё не было признаков травмы или болезни. Почему-то она не становилась, как другие животные, опять счастливой и здоровой. Собака приближалась, думая, что сейчас она пересечёт заветную черту, и чем ближе она подходила, тем радостнее становилась.
Но тут путь собаке преградил ангел, который извинился и сказал, что животные без сопровождения людей не могут пересечь Мост Радуги. Старой собаке некуда больше было идти, и она вышла на поле перед Мостом, где были такие же, как она, старые животные, пришедшие к Мосту без друга-человека. Они лежали на зелёной траве, неотрывно глядя на путь, который вёл к Мосту. Новая собака легла с ними вместе, также смотря на Мост и ожидая чего-то.
Один из новичков Моста спросил у собаки, прожившей там уже долгое время:
— Кто этот пёс и почему он не становится здоровым и молодым, как мы?
— Видишь ли, — ответил старожил, — этот пёс был сдан в приют, когда состарился, таким как ты его видишь — старой собакой с седеющей шерстью и затянутыми плёнкой старости глазами. В его последний момент только сотрудник приюта мог дать ему свою любовь, успокоить его и приласкать. Поскольку у него не было семьи, никто не может перевести его через Мост.
— И что же будет с ним теперь? — спросил новичок.
Пока он ждал ответа, все увидели, как облака разошлись, и к Мосту приблизился человек. Все животные, ждавшие чего-то на поле около Моста, были залиты золотым светом, и тут же стали вновь молодыми и здоровыми. Ещё много животных подбежали к Мосту, увидя пришельца. Они низко поклонились ему, а он гладил их по головам и чесал за ушами. Вместе они пошли к Мосту и пересекли его.
— Кто это? — спросил новичок.
— Этот человек — сотрудник приюта. Животные, которые поклонились ему, нашли новый дом благодаря ему. Они пересекут Мост, когда здесь будут их хозяева. А те, кто пересёк Мост вместе с ним, никогда не имели дома. Когда сюда приходит сотрудник приюта, ему разрешается в последний раз проявить свою любовь к животным. Он переводит через Мост всех бедных, никому не нужных зверей.
— Я люблю таких людей! — сказал новичок.
— И Бог тоже! — был ответ.

Мост Радуги упоминается в песне Александра Розенбаума «Лаки», которую артист посвятил своему умершему бультерьеру.